# Veerplas
De Veerplas (ook wel bekend als het PTT-meertje,) is een recreatieplas in de Veerpolder in het oosten van Haarlem bij de Waarderpolder. Het maakt deel uit van het Recreatiegebied Spaarnwoude.
Het meer meet circa 450 meter van noord naar zuid en 400 m van west naar oost. Aan de zuidoever bevindt zich een zuiveringsmoeras met veel riet, een zogenaamd helofytenfilter. In het winterhalfjaar kunnen hier en aan de drassige oostoever grote aantallen watervogels aanwezig zijn, zoals de grauwe gans, de smient en de brilduiker. In de plas zijn karpers uitgezet door de lokale hengelsportvereniging.
Aan de westzijde van het meer bevindt zich een zandstrand van ongeveer 300 meter lengte. Er is hier een ondiep gedeelte van de plas afgezet voor onervaren zwemmers. Voorts zijn hier ligweides met een toilet- en douchevoorziening en een horecagelegenheid. De plas ligt op loopafstand van het station Haarlem Spaarnwoude en ligt relatief dicht bij de A9 en de A200. Het terrein is hierdoor tevens in gebruik als evenemententerrein.

## Geschiedenis

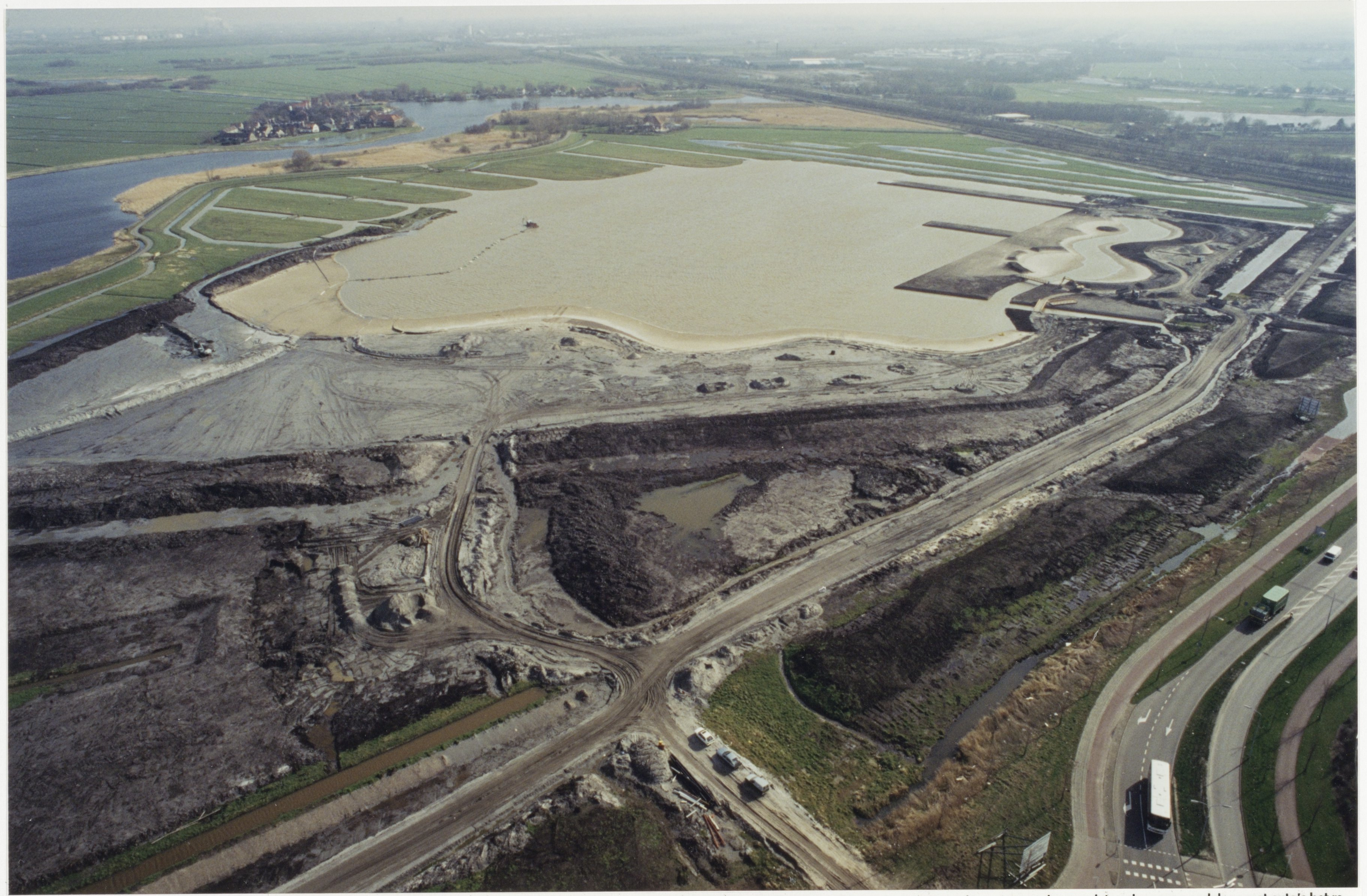
De aanleg van de recreatieplas in 1995

Het meertje en de ligweide zijn in 1994 voor recreatiedoeleinden aangelegd. Door aanhoudende blauwalg in de lente en zomer van 2009 heeft het Recreatieschap Spaarnwoude een proef uitgevoerd met waterstofperoxide om de blauwalg in de Veerplas te bestrijden. Deze bestrijdingsmethode is ontwikkeld door Arcadis en de Universiteit van Amsterdam. Hierdoor kon een ingesteld zwemverbod na 5 dagen worden opgeheven waarmee deze proef succesvol is gebleken.
In 2009 werd aan de rand van het terrein een touwklimpark met kanoparcours, restaurant en boogschietbaan aangelegd. Het klimpark wilde uitbreiden met een indoorklimwand en camping maar ging in 2012 failliet Het klimparkterrein is sinds 2017 in gebruik als natuurspeeltuin.
Via crowdfunding is in 2015 aan de veerplas strandtent Veerkwartier opgezet met een vergunning voor drie jaar. Het Veerkwartier is een creatieve tijdelijke vrijhaven. Het Veerkwartier wil in 2019 een volledig zelfvoorzienend en circulair permanent paviljoen bouwen.

## Evenementen
Het recreatiegebied is toegewezen als evenemententerrein. Van 2006 tot 2016 sloeg Circus Herman Renz hier in de kerstperiode hier zijn tenten op voor haar jaarlijkse Kerstcircus. Van 2012 tot 2017 vond op het terrein het dancefestival Edit plaats. In 2016 werd het Zomerfruitfestival georganiseerd door het Patronaat. In 2017 werd het Veerplas Festival voor het eerst gehouden.